# Schloss Züllichau
Schloss Züllichau (polnisch Zamek Książęcy w Sulechowie) steht im ehemals brandenburgischen Sulechów (Züllichau).

## Geschichte
Nach Meinung einiger deutscher Historiker erbaute Heinrich III. von Glogau 1304 den Bau. Nach verbreiteter Meinung polnischer Forscher geht der Bau auf 1314–1319 zurück, nachdem die Glogauer Herzöge ihre großpolnischen Gebiete an Ladislaus I. Ellenlang verloren hatte. In Quellen ist die Burg 1319 als „hus“ belegt, 1325 und 1477 als castrum czulchow erwähnt, als Johann II. von Sagan Zülichau besetzte. Im Jahr 1482 übertrug Matthias Corvinus Stadt und das erneuerte „sloss“ an die Markgrafen von Brandenburg. Das Schloss ging als Wittum an Barbara von Brandenburg, Witwe des letzten Piastenherzogs Heinrich IX. Kurfürst Joachim I. wählte die Burg zum Wohnsitz.
Nach 1598 wurde das Schloss im Stil der Renaissance als Witwensitz von Elisabeth von Anhalt grundlegend umgebaut.
Im Dreißigjährigen Krieg wurde das Schloss von Truppen Wallensteins eingenommen und beschädigt. Im Siebenjährigen Krieg wurde Züllichau nach der Schlacht bei Kay.
Während des barocken Umbaus zu Beginn des 18. Jahrhunderts entstand der Westflügel, der an die Südseite des Bergfrieds anschließt und an seiner Südwestecke eine Kurtine hat. Wenig später entstand wohl der dritte Schlossflügel an der Ostseite des Schlosshofes. Um 1750 wurde der Renaissancehelm des Turms beschädigt und durch ein schlichtes Zeltdach  mit Wetterfahne und Kugel zur Erinnerung an das Baujahr ersetzt.
Nach 1794 war das Schloss Sitz des Züllichauer Landrates, nach 1816 der der Landräte der vereinigten Kreises Züllichau-Schwiebus. Bis 1918 galt das Schloss als kurfürstlich-königliches Schloss. In der Zeit der Weimarer Republik beherbergte das Schloss bis 1926 das Kreisfinanzamt und wurde danach von der Stadtverwaltung genutzt.
In der zweiten Hälfte des 19. Jahrhunderts wurden u. a. der Ostflügel und Gebäude an der Nordseite des Turms abgerissen und im nordöstlichen Teil der Anlage neue Gebäude errichtet.
Nach der polnischen Annexion der Region wurden im Schloss Wohnungen untergebracht. Eine erste Restaurierungsphase 1978–1982 wurde nicht vollendet, und erst in den 2000er Jahren wieder aufgenommen. Seit 2011 wird das Schloss als Kulturzentrum genutzt.

## Bauwerk
Die Burg wurde im natürlicher Schutz einer kleinen Anhöhe im nordöstlichen Teil der Stadt erbaut. Die Anlage der Burg war, wie an vielen Orten im Herzogtum Glogau, an den norddeutschen Kastelltyp angelehnt, in regelmäßigem Grundriss mit an die Ringmauer angelelehnter Bebauung. Im Norden bot ein Sumpfgebiet Schutz, an den übrigen Seiten Wehrmauern. Turm und Kellermauern im westlichen Schlossflügel stammen nach bauarchäologischer Untersuchung aus dem Anfang des 14. Jahrhunderts. Der Baudekor stammt aus der Zeit des Spätklassizismus. Die Fassadenkomposition ist von toskanischen Pilastern in Kolossalordnung bestimmt.